# Tony Amendola
Tony Amendola (New Haven, Connecticut, 1944. augusztus 24. –) amerikai színész.

## Életpályája
Legismertebb szerepe Bra'tac Jaffa mester, a Csillagkapu sorozatban. Továbbá az ABC Egyszer volt, hol nem volt sorozatában játszotta Geppettót/Marcót.
Főbb szerepei: Zorro álarca, Zorro legendája és a Betépve. Vendégszereplőként feltűnt a Lois és Clark: Superman legújabb kalandjai, a Seinfeld, a Ügyvédek, a Bűbájos boszorkák, az X-akták, az Angel, az Alias, a CSI: A helyszínelők, és a Az elnök emberei című televíziós sorozatokban.

## Filmjei
- Columbo (1989)
- Sötét bosszú (1990)
- Tévedés (1991)
- Kóbor szellem palackot keres (1992)
- Foglalkozása: bérgyilkos (1993)
- A sárkány törvénye (1993)
- Ki szeret a végén? (1993)
- A Cisco kölyök (1994)
- Kaméleon (1995)
- Kövesd a folyót (1995)
- Űrháború 2063 (1995)
- Chicago Hope kórház (1996)
- Éledő bosszú (1996)
- Lone Star – Ahol a legendák születnek (1996)
- Csillagkapu (1997-2007)
- Spawn (1997-1999)
- Ügyvédek (1997-2003)
- Lois és Clark: Superman legújabb kalandjai (1997)
- A látogató (1997)
- Az utolsó keresztapa (1997)
- Zorro álarca (1998)
- Broadway 39. utca (1999)
- Tűzforró Alabama (1999)
- Amynek ítélve (1999)
- Star Trek: Voyager (2000)
- X-akták (2000)
- Családjogi esetek (2000)
- CSI: A helyszínelők (2001-2006)
- Betépve (2001)
- Megiddó (2001)
- Egymásra utalva (2002)
- Az ügyosztály (2002)
- Bűbájos boszorkák (2002)
- Alias (2002)
- Az elnök emberei (2002)
- Gyilkossági csoport (2002)
- A nagy trükk (2003)
- Sárkányok birodalma (2004)
- Dragnet – Gyilkossági akták (2004)
- Csillagközi háború (2005)
- Pizzarománc (2005)
- Zorro legendája (2005)
- General Hospital (2006)
- Dexter (2007)
- Terminátor – Sarah Connor krónikái (2008)
- Gyilkos számok (2008)
- Dollhouse – A felejtés ára (2009)
- CSI: New York-i helyszínelők (2009)
- Egyszer volt, hol nem volt (2011-2017)
- Zöld lámpás: Smaragd lovagok (2011)
- Bajkeresők (2011)
- NCIS: Los Angeles (2011)
- Continuum (2012-2015)
- Intelligence - A jövő ügynöke (2014)
- A mentalista (2014)
- Annabelle (2014)
- Új csaj (2016)
- Szénné égek idefent (2017)

## Fordítás
- Ez a szócikk részben vagy egészben  a   Tony Amendola című angol Wikipédia-szócikk ezen változatának fordításán alapul.  Az eredeti cikk szerkesztőit annak laptörténete sorolja fel. Ez a jelzés csupán a megfogalmazás eredetét és a szerzői jogokat jelzi, nem szolgál a cikkben szereplő információk forrásmegjelöléseként.